# بانداي

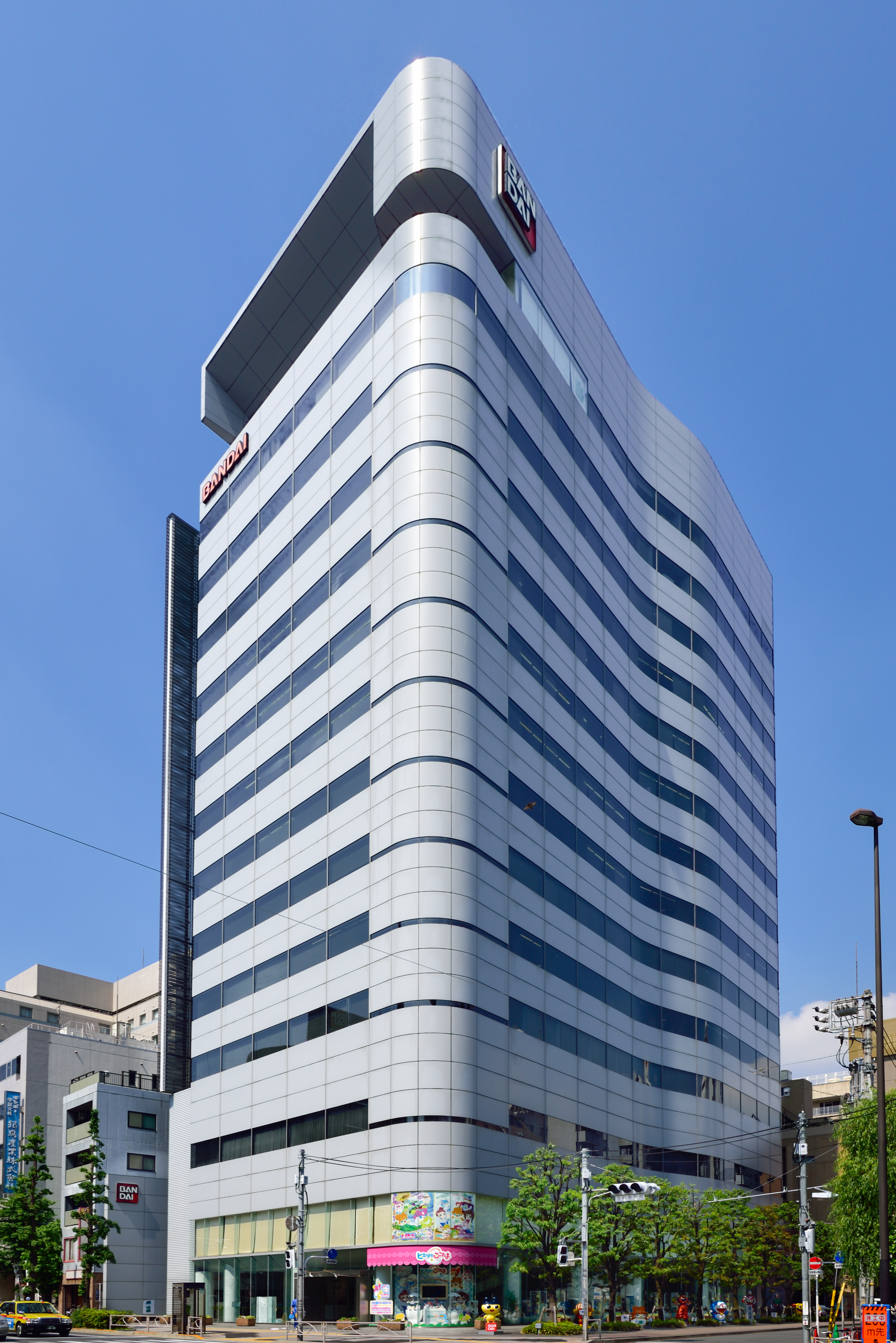
المقر الرئيسي.

شركة بانداي المحدودة (بالإنجليزية: Bandai Co., Ltd.‎)‏ هي شركة يابانية مطورة لألعاب الفيديو ومنتجة الدمى، تأسست عام 1950. تتبع لـ نامكو بانداي القابضة. يقع مقرها في تايتو، طوكيو.

## المنتجات
الفرع الأمريكي لبنداي قام بإنتاج الدمى لبعض الأعمال مثل:
- مراهقو التايتنز
- حراس القوة
- تماغوتشي
- سانت سيا
- جاندام
- ون بيس
- دايس
- دراغون بول زد
- أبطال الديجيتال
- بن 10
- كاردكابتور ساكورا
- اوجاماجو دوريمي
- سيلور مون
- بن 10
- ناروتو

## أنظمة ألعاب الفيديو
في التسعينيات تعاونت بانداي مع أبل لصنع جهاز الألعاب بيبين (Pippin)، كما قامت بانداي بصنع جهازها الخاص بلايديا (Playdia).

## الاندماج

### خطة الاندماج مع سيغا
في يناير 1997، أعلنت شركة بانداي أنها ستدمج عملياتها مع مطوّر الألعاب الياباني سيغا. وكان من المقرر بعد إتمام عملية الدمج، أن تستحوذ سيغا على كامل أسهم بانداي (المقدرة بنحو مليار دولار) وأن تنحلّ شركة بانداي ومن ثم تتشكل شركة جديدة باسم سيغا بانداي المحدودة. وقد أتى هذا الإعلان بعد خسارة لبانداي بلغت 9 مليارات ين في نفس الشهر، والتي عُزيت إلى تناقص مبيعات الألعاب والاستقبال غير الجيد لأبل بيببين. وكان مقترح الدمج موافقًا عليه من قبل المالكين والإدارة العليا لشركة بانداي، لكن موظفو الشركة والمديريين التنفيذيين من الدرجة الوسطى كان لهم رأي آخر، حيث رأوا أن بيئة العمل في بانداي مختلفة عن سيغا. وكنتيجة لهذا التصادم، ألغت شركة بانداي عملية الدمج في شهر مايو والتي كانت مقررة أن تتم بشكل كامل في أكتوبر. وقد اعتذر الرئيس ماكوتو ياماشينا عن عدم إتمام عملية الدمج واستقال من منصبه. ولكن، بعد الإلغاء، وافقت بانداي على شراكة عمل مع سيغا.

### الاندماج مع نامكو
في عام 2005، اندمجت بانداي مع شركة المنتجات الترفيهية اليابانية نامكو. وحاليًا شركة بانداي هي أحد الشركات التابعة لبانداي نامكو القابضة (مجموعة بانداي نامكو).

## وصلات خارجية
- الموقع الرسمي